# Accept (musikalbum)
Accept är debutalbumet av heavy metalbandet Accept och släpptes 1979.

## Låtlista
1. "Lady Lou"
2. "Tired of me"
3. "Seawinds"
4. "Take him in my heart"
5. "Sound of war"
6. "Free me now"
7. "Glad to be alone"
8. "That's Rock'n'Roll"
9. "Helldrive"
10. "Street fighter"